# Eugenia Salvi
Eugenia Salvi (ur. 22  czerwca 1960) – włoska łuczniczka, pięciokrotna medalistka mistrzostw świata. Startuje w konkurencji łuków bloczkowych.
Największym jej osiągnięciem jest mistrzostwo świata w 2007 roku w Lipsku, gdzie zdobyła złoto indywidualnie i srebro drużynowo w konkurencji łuków bloczkowych. W 2007 roku zdobyła również mistrzostwo świata w hali w Izmirze. Dwukrotna brązowa medalistka halowych mistrzostw świata drużynowo (2007, 2009).